# トルキアーラ
トルキアーラ（伊: Torchiara）は、イタリア共和国カンパニア州サレルノ県にある、人口約1,800人の基礎自治体（コムーネ）。

## 地理

### 位置・広がり

#### 隣接コムーネ
隣接するコムーネは以下の通り。
アグローポリ、 ラウレアーナ・チレント、 ルストラ、 プリニャーノ・チレント、 ルティーノ